# Albert Hoefler
Albert Hoefler (* 2. Januar 1899 in Echternach; † 28. September 1950) war ein Luxemburger Dichter, Literaturkritiker, Journalist und Romancier.

## Leben und Werk
Hoefler kam aus unterprivilegierten sozialen Kreisen, konnte aber trotzdem in seiner Heimatstadt sein Abitur ablegen. Nach seinem Studium der Neueren deutschen Philologie an der Universität Bonn arbeitete er mit Gelegenheitsaufträgen für mehrere Obermoseler Blätter: Obermosel-Zeitung (heute: Lëtzebuerger Journal), Luxemburger Zeitung, Escher Tageblatt und den Echternacher Anzeiger. 1927 begann er in der Grubenverwaltung der ARBED in Esch an der Alzette. Jugendfreunde verschafften ihm die Möglichkeit für Les Cahiers luxembourgeois zu schreiben. Außerdem bekam er über sie Kontakt zu Linksintellektuellen. In diese Zeit fallen auch seine letztendlich erfolglose Versuche nach dem Vorbild Norbert Jacques’, im Bund rheinischer Dichter eine eigene, Luxemburger Schriftstellervereinigung zu gründen.
Während des Zweiten Weltkriegs tauchte Hoefler in Frankreich unter.
In der Zeit von August 1946 bis Juni 1947 nahm er als Beobachter und Berichterstatter an den Nürnberger Prozessen teil. Anschließend brachte er für das Lëtzebuerger Journal unter dem Titel Kaleidoskop fast täglich bis zu seinem Tod ein Feuilleton heraus. Nach dem Krieg war Hoefler nicht mehr lyrisch tätig. Jeff Schmitz hält es für möglich, dass Hoefler ähnlich wie Theodor W. Adorno das Schreiben von Gedichten nach Auschwitz für barbarisch hielt. Seine Flucht ins Exil nach Frankreich während des Krieges und die dadurch vermehrte Auseinandersetzung mit der französischen Kultur könnten ihm, wie es ein späterer Kaleidoskop-Beitrag nahelegt, die Brauchbarkeit der Lyrik „zur Gestaltung der Kriegs- und Nachkriegsthematik“ vergällt haben.
Nach einem Besuch des Grevenmacher Traubenfestes ertrank Albert Hoefler zwischen Remich und Stadtbredimus in der Mosel.

## Auszeichnungen
- 2. Preis des Concours littéraire „Les Cahiers luxembourgeois“, 1933

## Werke
- Rosenblust und Sonnengold. Ein Büchlein Verse, Luxemburg 1919
- Nächte. Gedichte, Luxemburg 1923
- Der Dom, Luxemburg 1927
- Dichter unseres Landes. 1900–1945, Sammelband, Luxemburg 1945
- Landschaft im Mittag, Grevenmacher 1947
- Ausklang. Letzte Gedichte, Luxemburg 1951
- Roman eines Lebens (Autobiographie). Herausg. vom Centre national de littérature (Bd. 20), Mersch 2013, ISBN 978-2-919903-29-0